# Dargovpass
Der Dargovpass (slowakisch Dargovský priesmyk) ist ein niedriger Gebirgspass (473 m n.m.) in der Slanské vrchy im Osten der Slowakei. Er trennt den Kaschauer Kessel vom Ostslowakischen Tiefland und liegt zwischen den Ortschaften Košický Klečenov auf der Westseite und dem namensgebenden Dargov auf der Ostseite.
Der Pass ist in der Slowakei insbesondere durch Frontkämpfe im Zweiten Weltkrieg bekannt geworden. Ende 1944 bis Januar 1945 kämpfte die Rote Armee gegen die Wehrmacht. Am 18. Januar 1945 gelang es der Roten Armee, die deutsche Schutzlinie zu durchbrechen und den Weg nach Košice frei zu machen, nachdem die Rote Armee mehr als 20.000 Soldaten in der Schlacht verloren hatte. Heute es gibt ein Kriegsdenkmal auf dem Pass. Die der Schlacht gewidmete Ruhmeshalle ist momentan nicht zugänglich. Des Weiteren erinnert der Name eines Stadtteils von Košice, Dargovských hrdinov ([Siedlung] der Dargover Helden), an diese Schlacht.
Über den Pass führen die Fernstraße I/19 (Teil der Europastraßen 50 und 58), die Košice mit der ukrainischen Grenze bei Vyšné Nemecké/Uschhorod verbindet, und der Fernwanderweg E3.